# Podaż pracy
Podaż pracy – liczba pracowników, którzy chcą się zatrudnić przy danej stawce płac.
Podaż pracy w konkretnym sektorze będzie zależała m.in. od tego, jak bardzo pracownicy cenią sobie czas wolny, jakie mają inne możliwości zatrudnienia, jak oceniają uciążliwość warunków pracy.
Warto pamiętać, że pracowników interesuje raczej płaca netto, przez co wzrost opodatkowania płacy i niższe zarobki netto będą na ogół skutkowały mniejszą podażą pracy (i odwrotnie – spadek opodatkowania pracy zwykle zwiększy podaż pracy), jeśli inne okoliczności jednocześnie się nie zmienią.

## Czynniki wpływające na podaż pracy

### Czynnikidemograficzne
1. Przyrost naturalny
2. Struktura ludności według wieku
3. Saldo migracji
4. Struktura zamieszkania „miasto-wieś”
5. Struktura ludności według płci
6. System szkolenia i kształcenia
7. Mobilność ludności
8. Indywidualne motywacje i decyzje

### Czynnikiekonomiczne
1. Wysokość płacy realnej
2. Wysokość podatków od dochodów
3. System opieki społecznej państwa
4. Wysokość płacy nominalnej